# Giải khu vực Nhật Bản
Giải khu vực Nhật Bản (地域リーグ Chiiki Rīgu) là một tập các giải đấu bóng đá tương đương nhau của Nhật Bản được tổ chức theo các khu vực. Đây là hạng đấu cao thứ năm trong Hệ thống các giải bóng đá Nhật Bản dưới giải đấu toàn quốc Japan Football League.

## Tổng quan

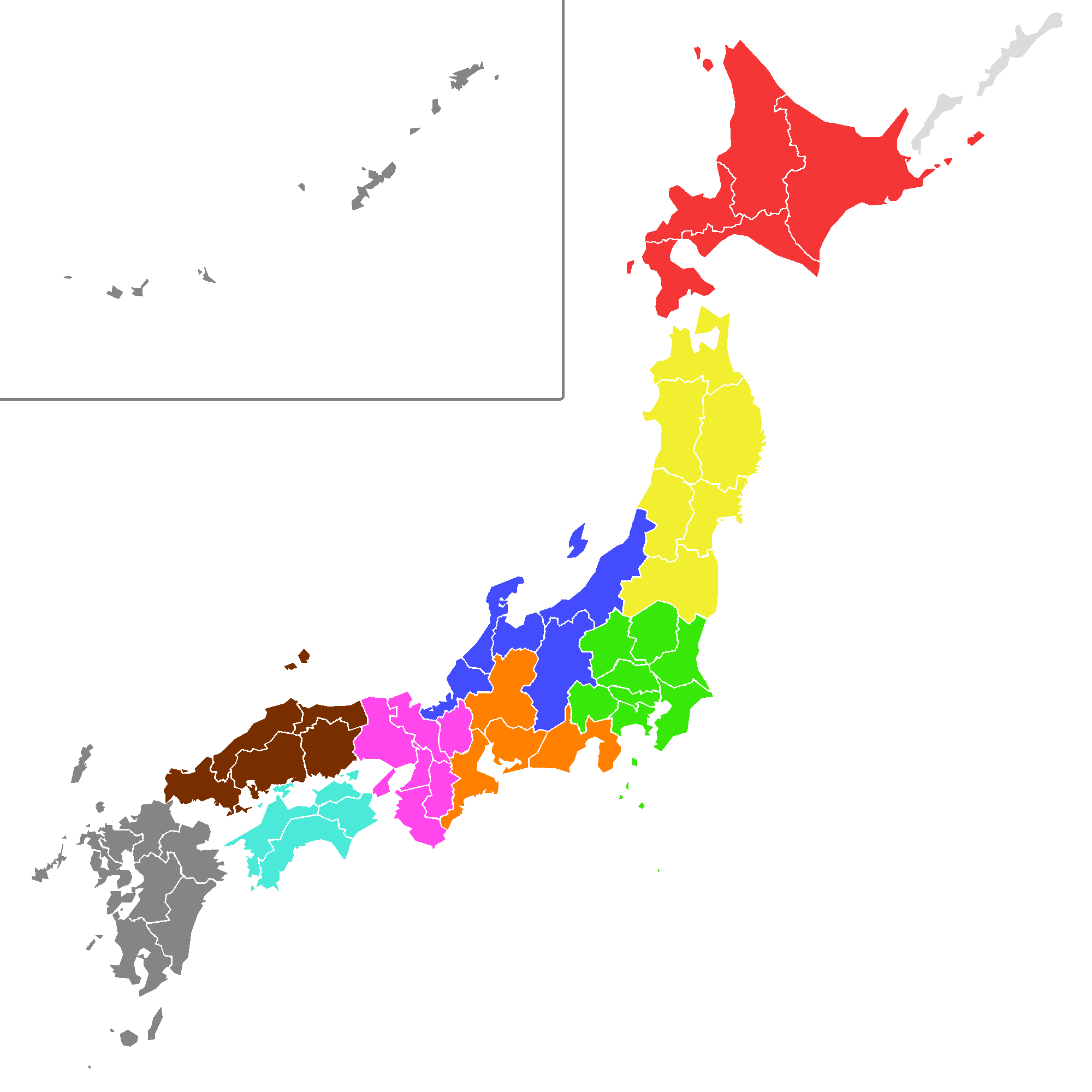
Các khu vực của Nhật Bản:
Hokkaido
Tōhoku
Kantō
Hokushinetsu
Tōkai
Kansai
Chūgoku
Shikoku
Kyushu

Nhật Bản được chia thành khu vực theo nhiều cách khác nhau, theo đơn vị hành chính hoặc theo tính chất lịch sử. Đối với bóng đá, họ được chia thành chín khu vực.
Nhà vô địch của tất cả các khu vực sẽ tham dự Vòng chung kết Giải bóng đá các khu vực toàn Nhật Bản vào cuối năm. Đội á quân cũng có thể tham dự tùy theo yêu cầu của Liên đoàn bóng đá Nhật Bản.
Các câu lạc bộ của các giải khu vực cũng được tham dự Giải bóng đá vô địch toàn Nhật Bản, một giải đấu cúp. Đội vô địch sẽ kiếm một xuất tại Vòng chung kết các khu vực toàn Nhật Bản, đội á quân cũng có cơ hội nếu còn dư suất và đáp ứng yêu cầu của JFA.
Các câu lạc bộ của các giải khu vực phải giành chiến thắng ở vòng loại tỉnh của họ thì mới giành được quyền đá tại Cúp Hoàng đế.
Một hạng đấu hiếm khi có 10 đội, mùa giải thì cũng diễn ra nhanh chóng kỳ và thường thì diễn ra vào kỳ nghỉ hè.
Trong những câu lạc bộ bóng đá Nhật Bản đang tồn tại chỉ có 9 câu lạc bộ là chưa từng thi đấu tại giải các khu vực. Đó là: 
- Những thành viên sáng lập Japan Soccer League: Urawa Red Diamonds, JEF United Chiba, Kashiwa Reysol, Cerezo Osaka, Sanfrecce Hiroshima (liệt kê dưới tên hiện tại, tất cả đều là các câu lạc bộ cũ năm 1965);
- Câu lạc bộ độc lập Shimizu S-Pulse, thành lập chuyên nghiệp cùng với sự ra đời của J. League năm 1992;
- Sagan Tosu đội sáp nhập với Tosu Futures tại JFL cũ năm 1997;
- Yokohama FC đội được cấp phép đá thẳng Japan Football League năm 1999 sau khi thành lập;
- Kataller Toyama thành lập năm 2008 là kết quả của việc hợp nhất hai câu lạc bộ JFL ALO's Hokuriku và YKK AP.

## Các câu lạc bộ Giải khu vực, 2015

### Hokkaido Soccer League
| Tên giải đấu                                | Các câu lạc bộ                     | Trụ sở              |
| ------------------------------------------- | ---------------------------------- | ------------------- |
| Hokkaido Soccer League 北海道サッカーリーグ | Tokachi Fairsky FC                 | Obihiro, Hokkaidō   |
| Hokkaido Soccer League 北海道サッカーリーグ | Sapporo Shūkyū                     | Sapporo, Hokkaidō   |
| Hokkaido Soccer League 北海道サッカーリーグ | Club Fields Norbritz Hokkaidō      | Ebetsu, Hokkaidō    |
| Hokkaido Soccer League 北海道サッカーリーグ | Nippon Steel Muroran               | Muroran, Hokkaidō   |
| Hokkaido Soccer League 北海道サッカーリーグ | Sapporo University Goal Plunderers | Sapporo, Hokkaidō   |
| Hokkaido Soccer League 北海道サッカーリーグ | Iwamizawa F.C Hokusyukai           | Iwamizawa, Hokkaidō |
| Hokkaido Soccer League 北海道サッカーリーグ | Shintoku F.C.                      | Shintoku, Hokkaidō  |
| Hokkaido Soccer League 北海道サッカーリーグ | Nippon Express F.C.                | Sapporo, Hokkaidō   |

### Tohoku Member-of-Society Soccer League
| Tên giải đấu                                                    | Hạng       | Các câu lạc bộ                   | Trụ sở               |
| --------------------------------------------------------------- | ---------- | -------------------------------- | -------------------- |
| Tohoku Member-of-Society Soccer League 東北社会人サッカーリーグ | Hạng 1     | F.C. Ganju Iwate                 | Morioka, Iwate       |
| Tohoku Member-of-Society Soccer League 東北社会人サッカーリーグ | Hạng 1     | Cobaltore Onagawa                | Onagawa, Miyagi      |
| Tohoku Member-of-Society Soccer League 東北社会人サッカーリーグ | Hạng 1     | Reinmeer Aomori F.C.             | Aomori, Aomori       |
| Tohoku Member-of-Society Soccer League 東北社会人サッカーリーグ | Hạng 1     | Fuji Club 2003                   | Hanamaki, Iwate      |
| Tohoku Member-of-Society Soccer League 東北社会人サッカーリーグ | Hạng 1     | F.C. Primeiro                    | Fukushima Prefecture |
| Tohoku Member-of-Society Soccer League 東北社会人サッカーリーグ | Hạng 1     | Bandits Iwaki                    | Iwaki, Fukushima     |
| Tohoku Member-of-Society Soccer League 東北社会人サッカーリーグ | Hạng 1     | Akita F.C Cambiare               | Akita, Akita         |
| Tohoku Member-of-Society Soccer League 東北社会人サッカーリーグ | Hạng 1     | Morioka Zebra                    | Morioka, Iwate       |
| Tohoku Member-of-Society Soccer League 東北社会人サッカーリーグ | Hạng 1     | Blancdieu Hirosaki FC            | Hirosaki, Aomori     |
| Tohoku Member-of-Society Soccer League 東北社会人サッカーリーグ | Hạng 1     | Iwaki Furukawa F.C.              | Iwaki, Fukushima     |
| Tohoku Member-of-Society Soccer League 東北社会人サッカーリーグ | Hạng 2 Bắc | Saruta Kogyo                     | Akita, Akita         |
| Tohoku Member-of-Society Soccer League 東北社会人サッカーリーグ | Hạng 2 Bắc | TDK Shinwakai                    | Nikaho, Akita        |
| Tohoku Member-of-Society Soccer League 東北社会人サッカーリーグ | Hạng 2 Bắc | Akita University Medical F.C.    | Akita, Akita         |
| Tohoku Member-of-Society Soccer League 東北社会人サッカーリーグ | Hạng 2 Bắc | Mizusawa Club                    | Mizusawa, Iwate      |
| Tohoku Member-of-Society Soccer League 東北社会人サッカーリーグ | Hạng 2 Bắc | F.C. Fuji 08                     | Hanamaki, Iwate      |
| Tohoku Member-of-Society Soccer League 東北社会人サッカーリーグ | Hạng 2 Bắc | Nippon Steel Corp. Kamaishi S.C. | Kamaishi, Iwate      |
| Tohoku Member-of-Society Soccer League 東北社会人サッカーリーグ | Hạng 2 Bắc | Omiya Club                       | Morioka, Iwate       |
| Tohoku Member-of-Society Soccer League 東北社会人サッカーリーグ | Hạng 2 Bắc | Shichinohe Club                  | Shichinohe, Aomori   |
| Tohoku Member-of-Society Soccer League 東北社会人サッカーリーグ | Hạng 2 Bắc | Hokuto Bank                      | Akita, Akita         |
| Tohoku Member-of-Society Soccer League 東北社会人サッカーリーグ | Hạng 2 Bắc | Hanamaki Club                    | Hanamaki, Iwate      |
| Tohoku Member-of-Society Soccer League 東北社会人サッカーリーグ | Hạng 2 Nam | Merry                            | Fukushima Prefecture |
| Tohoku Member-of-Society Soccer League 東北社会人サッカーリーグ | Hạng 2 Nam | Marysol Matsusima S.C.           | Matsushima, Miyagi   |
| Tohoku Member-of-Society Soccer League 東北社会人サッカーリーグ | Hạng 2 Nam | F.C. Scheinen Fukushima          | Fukushima, Fukushima |
| Tohoku Member-of-Society Soccer League 東北社会人サッカーリーグ | Hạng 2 Nam | Sendai Nakata FC                 | Taihaku-ku, Sendai   |
| Tohoku Member-of-Society Soccer League 東北社会人サッカーリーグ | Hạng 2 Nam | F.C. Parafrente Yonezawa         | Yonezawa, Yamagata   |
| Tohoku Member-of-Society Soccer League 東北社会人サッカーリーグ | Hạng 2 Nam | Soma S.C.                        | Soma, Fukushima      |
| Tohoku Member-of-Society Soccer League 東北社会人サッカーリーグ | Hạng 2 Nam | Sendai SASUKE F.C.               | Sendai, Miyagi       |
| Tohoku Member-of-Society Soccer League 東北社会人サッカーリーグ | Hạng 2 Nam | DUOPARK．F.C.                    | Sendai, Miyagi       |
| Tohoku Member-of-Society Soccer League 東北社会人サッカーリーグ | Hạng 2 Nam | Sakata Takuyu Club               | Sakata, Yamagata     |
| Tohoku Member-of-Society Soccer League 東北社会人サッカーリーグ | Hạng 2 Nam | Asaka Scorpion                   | Kōriyama, Fukushima  |

### Kantō Soccer League
| Tên giải đấu                           | Hạng   | Các câu lạc bộ                | Trụ sở                 |
| -------------------------------------- | ------ | ----------------------------- | ---------------------- |
| Kanto Soccer League 関東サッカーリーグ | Hạng 1 | Briobecca Urayasu             | Urayasu, Chiba         |
| Kanto Soccer League 関東サッカーリーグ | Hạng 1 | Tokyo 23 F.C.                 | Special wards of Tokyo |
| Kanto Soccer League 関東サッカーリーグ | Hạng 1 | Vonds Ichihara                | Ichihara, Chiba        |
| Kanto Soccer League 関東サッカーリーグ | Hạng 1 | F.C. Korea                    | Tokyo                  |
| Kanto Soccer League 関東サッカーリーグ | Hạng 1 | Ryutsu Keizai University F.C. | Ryūgasaki, Ibaraki     |
| Kanto Soccer League 関東サッカーリーグ | Hạng 1 | Vertfee Takahara Nasu         | Yaita, Tochigi         |
| Kanto Soccer League 関東サッカーリーグ | Hạng 1 | Tonan Maebashi                | Maebashi, Gunma        |
| Kanto Soccer League 関東サッカーリーグ | Hạng 1 | Hitachi Building System S.C.  | Chiyoda, Tokyo         |
| Kanto Soccer League 関東サッカーリーグ | Hạng 1 | Saitama S.C.                  | Sayama, Saitama        |
| Kanto Soccer League 関東サッカーリーグ | Hạng 1 | Joyful Honda Tsukuba F.C.     | Tsukuba, Ibaraki       |
| Kanto Soccer League 関東サッカーリーグ | Hạng 2 | Aries F.C. Tokyo              | Nerima, Tokyo          |
| Kanto Soccer League 関東サッカーリーグ | Hạng 2 | Yokohama Takeru               | Yokohama, Kanagawa     |
| Kanto Soccer League 関東サッカーリーグ | Hạng 2 | JMSDF Atsugi Marcus           | Atsugi, Kanagawa       |
| Kanto Soccer League 関東サッカーリーグ | Hạng 2 | Nihonkogakuin F・Marinos      | Yokohama, Kanagawa     |
| Kanto Soccer League 関東サッカーリーグ | Hạng 2 | Kanagawa-ken Kyoin S.C.       | Tsurumi-ku, Yokohama   |
| Kanto Soccer League 関東サッカーリーグ | Hạng 2 | Toho Titanium S.C.            | Chigasaki, Kanagawa    |
| Kanto Soccer League 関東サッカーリーグ | Hạng 2 | Taisei City F.C. Sakado       | Sakado, Saitama        |
| Kanto Soccer League 関東サッカーリーグ | Hạng 2 | Tonan Maebashi Satellite      | Maebashi, Gunma        |
| Kanto Soccer League 関東サッカーリーグ | Hạng 2 | Waseda United                 | Nishitōkyō, Tokyo      |
| Kanto Soccer League 関東サッカーリーグ | Hạng 2 | F.C. TIU                      | Sakado, Saitama        |

### Hokushinetsu Football League
| Tên giải đấu                                          | Hạng   | Các câu lạc bộ                        | Trụ sở             |
| ----------------------------------------------------- | ------ | ------------------------------------- | ------------------ |
| Hokushinetsu Football League 北信越フットボールリーグ | Hạng 1 | Saurcos Fukui                         | Fukui, Fukui       |
| Hokushinetsu Football League 北信越フットボールリーグ | Hạng 1 | Japan Soccer College                  | Seiro, Niigata     |
| Hokushinetsu Football League 北信越フットボールリーグ | Hạng 1 | Artista Tōmi                          | Tōmi, Nagano       |
| Hokushinetsu Football League 北信越フットボールリーグ | Hạng 1 | F.C. Ueda Gentian                     | Ueda, Nagano       |
| Hokushinetsu Football League 北信越フットボールリーグ | Hạng 1 | Valiente Toyama                       | Toyama, Toyama     |
| Hokushinetsu Football League 北信越フットボールリーグ | Hạng 1 | F.C. Antelope Shiojiri                | Shiojiri, Nagano   |
| Hokushinetsu Football League 北信越フットボールリーグ | Hạng 1 | Okuetsu F.C.                          | Ōno, Fukui         |
| Hokushinetsu Football League 北信越フットボールリーグ | Hạng 1 | Toyama Shinjo Club                    | Toyama, Toyama     |
| Hokushinetsu Football League 北信越フットボールリーグ | Hạng 2 | F.C. Hokuriku                         | Kanazawa, Ishikawa |
| Hokushinetsu Football League 北信越フットボールリーグ | Hạng 2 | Sakai Phoenix F.C.                    | Sakai, Fukui       |
| Hokushinetsu Football League 北信越フットボールリーグ | Hạng 2 | A.S. Jamineiro                        | Niigata, Niigata   |
| Hokushinetsu Football League 北信越フットボールリーグ | Hạng 2 | Niigata University of Management F.C. | Kamo, Niigata      |
| Hokushinetsu Football League 北信越フットボールリーグ | Hạng 2 | F.C. Abies                            | Chino, Nagano      |
| Hokushinetsu Football League 北信越フットボールリーグ | Hạng 2 | Teihens F.C.                          | Hakusan, Ishikawa  |
| Hokushinetsu Football League 北信越フットボールリーグ | Hạng 2 | Nakano Esperanza                      | Nakano, Nagano     |
| Hokushinetsu Football League 北信越フットボールリーグ | Hạng 2 | Fukui KSC                             | Sakai, Fukui       |

### Tōkai Adult League
| Tên giải đấu                                       | Hạng   | Các câu lạc bộ                   | Trụ sở              |
| -------------------------------------------------- | ------ | -------------------------------- | ------------------- |
| Tōkai Adult Soccer League 東海社会人サッカーリーグ | Hạng 1 | F.C. Suzuka Rampole              | Suzuka, Mie         |
| Tōkai Adult Soccer League 東海社会人サッカーリーグ | Hạng 1 | Fujieda City Hall S.C.           | Fujieda, Shizuoka   |
| Tōkai Adult Soccer League 東海社会人サッカーリーグ | Hạng 1 | Chukyo univ.FC                   | Nagoya, Aichi       |
| Tōkai Adult Soccer League 東海社会人サッカーリーグ | Hạng 1 | F.C. Kariya                      | Kariya, Aichi       |
| Tōkai Adult Soccer League 東海社会人サッカーリーグ | Hạng 1 | Yazaki Valente                   | Shimada, Shizuoka   |
| Tōkai Adult Soccer League 東海社会人サッカーリーグ | Hạng 1 | F.C. Gifu SECOND                 | Gifu, Gifu          |
| Tōkai Adult Soccer League 東海社会人サッカーリーグ | Hạng 1 | Tokoha University Hamamatsu F.C. | Hamamatsu, Shizuoka |
| Tōkai Adult Soccer League 東海社会人サッカーリーグ | Hạng 1 | Nagara club                      | Gifu, Gifu          |
| Tōkai Adult Soccer League 東海社会人サッカーリーグ | Hạng 2 | Nagoya S.C.                      | Nagoya, Aichi       |
| Tōkai Adult Soccer League 東海社会人サッカーリーグ | Hạng 2 | Toyota Shūkyūdan                 | Toyota, Aichi       |
| Tōkai Adult Soccer League 東海社会人サッカーリーグ | Hạng 2 | TSV1973 Yokkaichi                | Yokkaichi, Mie      |
| Tōkai Adult Soccer League 東海社会人サッカーリーグ | Hạng 2 | Toyota Industries S.C.           | Kariya, Aichi       |
| Tōkai Adult Soccer League 東海社会人サッカーリーグ | Hạng 2 | F.C. Kawasaki                    | Kakamigahara, Gifu  |
| Tōkai Adult Soccer League 東海社会人サッカーリーグ | Hạng 2 | Kasugai Club                     | Kasugai, Aichi      |
| Tōkai Adult Soccer League 東海社会人サッカーリーグ | Hạng 2 | F.C. Ise Shima                   | Ise, Mie            |
| Tōkai Adult Soccer League 東海社会人サッカーリーグ | Hạng 2 | Veertien Mie                     | Kuwana, Mie         |

### Kansai Soccer League
| Tên giải đấu                            | Hạng   | Các câu lạc bộ           | Trụ sở             |
| --------------------------------------- | ------ | ------------------------ | ------------------ |
| Kansai Soccer League 関西サッカーリーグ | Hạng 1 | Arterivo Wakayama        | Wakayama, Wakayama |
| Kansai Soccer League 関西サッカーリーグ | Hạng 1 | Banditonce Kakogawa F.C. | Kakogawa, Hyogo    |
| Kansai Soccer League 関西サッカーリーグ | Hạng 1 | Amitie S.C.              | Kyoto, Kyoto       |
| Kansai Soccer League 関西サッカーリーグ | Hạng 1 | Lagend Shiga F.C.        | Shiga Prefecture   |
| Kansai Soccer League 関西サッカーリーグ | Hạng 1 | Kandai F.C. 2008         | Suita, Osaka       |
| Kansai Soccer League 関西サッカーリーグ | Hạng 1 | Hannan University F.C.   | Matsubara, Osaka   |
| Kansai Soccer League 関西サッカーリーグ | Hạng 1 | F.C. TIAMO Hirakata      | Hirakata, Osaka    |
| Kansai Soccer League 関西サッカーリーグ | Hạng 1 | AS. Laranja Kyoto        | Ukyo-ku, Kyoto     |
| Kansai Soccer League 関西サッカーリーグ | Hạng 2 | Takasago Mineiro F.C.    | Takasago, Hyōgo    |
| Kansai Soccer League 関西サッカーリーグ | Hạng 2 | Ain Foods S.C.           | Izumi, Osaka       |
| Kansai Soccer League 関西サッカーリーグ | Hạng 2 | Kwangaku Club            | Nishinomiya, Hyōgo |
| Kansai Soccer League 関西サッカーリーグ | Hạng 2 | Diablossa Nara F.C.      | Yamatotakada, Nara |
| Kansai Soccer League 関西サッカーリーグ | Hạng 2 | Kyoto Shiko Club         | Kita-ku, Kyoto     |
| Kansai Soccer League 関西サッカーリーグ | Hạng 2 | Tatsuno F.C.             | Tatsuno, Hyogo     |
| Kansai Soccer League 関西サッカーリーグ | Hạng 2 | Renaiss Kōka F.C.        | Kōka, Shiga        |
| Kansai Soccer League 関西サッカーリーグ | Hạng 2 | Kishiwada Club           | Kishiwada, Osaka   |

### Chūgoku Soccer League
| Tên giải đấu                             | Các câu lạc bộ                        | Trụ sở               |
| ---------------------------------------- | ------------------------------------- | -------------------- |
| Chūgoku Soccer League 中国サッカーリーグ | Matsue City F.C.                      | Matsue, Shimane      |
| Chūgoku Soccer League 中国サッカーリーグ | Dezzolla Shimane                      | Hamada, Shimane      |
| Chūgoku Soccer League 中国サッカーリーグ | Mitsubishi Motors Mizushima F.C.      | Kurashiki, Okayama   |
| Chūgoku Soccer League 中国サッカーリーグ | SRC Hiroshima                         | Hiroshima, Hiroshima |
| Chūgoku Soccer League 中国サッカーリーグ | JX Nippon Oil & Energy Mizushima F.C. | Kurashiki, Okayama   |
| Chūgoku Soccer League 中国サッカーリーグ | Fuji Xerox Hiroshima S.C.             | Hiroshima, Hiroshima |
| Chūgoku Soccer League 中国サッカーリーグ | NTN Okayama                           | Bizen, Okayama       |
| Chūgoku Soccer League 中国サッカーリーグ | Sagawa Express Chugoku S.C.           | Hiroshima, Hiroshima |
| Chūgoku Soccer League 中国サッカーリーグ | International Pacific University      | Okayama, Okayama     |
| Chūgoku Soccer League 中国サッカーリーグ | S.C. Matsue                           | Matsue, Shimane      |

### Shikoku Adult League
| Tên giải đấu                          | Các câu lạc bộ        | Trụ sở            |
| ------------------------------------- | --------------------- | ----------------- |
| Shikoku Adult League 四国社会人リーグ | Kochi U TORASTAR F.C. | Nankoku, Kōchi    |
| Shikoku Adult League 四国社会人リーグ | Igosso Kōchi F.C.     | Kōchi, Kōchi      |
| Shikoku Adult League 四国社会人リーグ | F.C. Imabari          | Imabari, Ehime    |
| Shikoku Adult League 四国社会人リーグ | R.VELHO               | Takamatsu, Kagawa |
| Shikoku Adult League 四国社会人リーグ | Tadotsu F.C.          | Tadotsu, Kagawa   |
| Shikoku Adult League 四国社会人リーグ | Llamas Kōchi F.C.     | Kōchi, Kōchi      |
| Shikoku Adult League 四国社会人リーグ | Nakamura Club         | Shimanto, Kōchi   |
| Shikoku Adult League 四国社会人リーグ | Rossorise KFC         | Kōchi, Kōchi      |

### Kyushu Soccer League
| Tên giải đấu                            | Các câu lạc bộ                            | Trụ sở               |
| --------------------------------------- | ----------------------------------------- | -------------------- |
| Kyushu Soccer League 九州サッカーリーグ | Nippon Steel Corp. Oita S.C.              | Ōita, Ōita           |
| Kyushu Soccer League 九州サッカーリーグ | Okinawa Kaihō Bank S.C.                   | Naha, Okinawa        |
| Kyushu Soccer League 九州サッカーリーグ | Kagoshima United Second                   | Kagoshima, Kagoshima |
| Kyushu Soccer League 九州サッカーリーグ | Kyushu Mitsubishi Motors F.C.             | Fukuoka, Fukuoka     |
| Kyushu Soccer League 九州サッカーリーグ | Mitsubishi Heavy Industrial Nagasaki S.C. | Nagasaki, Nagasaki   |
| Kyushu Soccer League 九州サッカーリーグ | F.C. Nakatsu                              | Nakatsu, Oita        |
| Kyushu Soccer League 九州サッカーリーグ | Tegevajaro Miyazaki                       | Miyazaki, Miyazaki   |
| Kyushu Soccer League 九州サッカーリーグ | F.C. Naha                                 | Naha, Okinawa        |
| Kyushu Soccer League 九州サッカーリーグ | Saga LIXIL F.C.                           | Kashima, Saga        |
| Kyushu Soccer League 九州サッカーリーグ | J.F.C Miyazaki                            | Miyazaki, Miyazaki   |